# 两面井乡
两面井乡，是中华人民共和国河北省张家口张北县下辖的一个乡镇级行政单位。

## 行政区划
两面井乡下辖以下地区：
两面井村、玉狗梁村、后水泉村、苏计梁村、东营子村、苏计淖村、德言庆庙村、阮三村、大沟村、黑土湾村、石缸房村、刘家卜村、西盐淖村、安板营村、学堂地村、纳令村、骆驼盘村、十五号村、小贲红村、七格赖村、二号村、五号村和七号村。